# Somatogyrus coosaensis
Somatogyrus coosaensis är en snäckart som beskrevs av Walker 1904. Somatogyrus coosaensis ingår i släktet Somatogyrus och familjen tusensnäckor. IUCN kategoriserar arten globalt som akut hotad. Inga underarter finns listade i Catalogue of Life.